# Айзерман, Марк Аронович
Марк Аронович Айзерман (24 мая 1913, Двинск, Витебская губерния, Российская империя, ныне Даугавпилс, Латвия — 8 мая 1992, Россия) — советский учёный в области механики и теории управления, доктор технических наук, профессор. Представитель первого поколения кибернетиков в СССР. Профессор и заведующий кафедрой теоретической механики МФТИ.

## Биография
Родился в Двинске в семье Арона Израиловича Айзермана (1878—1960) и Розы Львовны Айзерман (1882—1962).

### Работа
1939 год — работал в Институте автоматики и телемеханики АН СССР.
1941 году — несмотря на имеющуюся «бронь», ушёл добровольцем на фронт. Демобилизовался в 1945.

### Научная степень
1946 год — защитил докторскую диссертацию по теории нелинейных систем регулирования.
C 1964 по 1978 год — возглавлял кафедру теоретической механики МФТИ.
1982 год — по инициативе Айзермана в Институте автоматики и телемеханики АН СССР была организована лаборатория динамики нелинейных процессов управления, которую возглавил Е. С. Пятницкий.
1982 год — на базе первого сектора 25-й лаборатории, возглавляемой Айзерманом, по его инициативе была создана лаборатория по обработке больших массивов информации в иерархических системах, которую возглавил доктор технических наук, профессор А. А. Дорофеюк.

## Награды
- 11 марта 1985 года — орден Отечественной войны II степени[7];
- 27 марта 1954 года — орден «Знак Почёта»;
- медали
- 1964 год — стал лауреатом Ленинской премии за создание и внедрение приборов универсальной системы элементов промышленной пневмоавтоматики  (приборов «СТАРТ» и элементов УСЭППА) в составе коллектива (М. А. Айзерман, А. А. Таль, Т. К. Берендс, Т. К. Ефремова, А. А. Тагаевская).

## Интересные факты
- Передал в научно-техническую библиотеку МИРЭА 1500 книг из своей личной библиотеки[8].
- В физтеховской субкультуре учебник Айзермана по теоретической механике называется «Айзермех». На слова «Как писал покойный Айзерман…» лектор Айзерман обоснованно возражал: «Это не у меня, а у Гантмахера!» («Лекции по аналитической механике» Гантмахера).
- По шуточной версии[9], наименование станции Марк связано с тем, что Марк Аронович часто засыпал и проезжал мимо станции «Новодачная». Проводники, выполняя его просьбу будить его перед следующей остановкой, произносили «Марк, следующая Новодачная!». Однако Марк Аронович родился в 1913 году, и лишь с 1946 года мог регулярно ездить пригородными поездами Савёловского направления; станция же существует с 1900 года.

## Основные работы
- Айзерман М. А., Смирнова И. М.  О применении методов малого параметра для исследования периодических режимов в системах автоматического регулирования, которые малого параметра не содержат // Памяти А. А. Андронова. — М., 1955.
- Айзерман М. А., Гантмахер Ф. Р.  Абсолютная устойчивость регулируемых систем. — М.: АН СССР, 1963.
- Айзерман М. А., Гусев Л. А., Розоноэр Л. И., Смирнова И. М., Таль А. А.  Логика. Автоматы. Алгоритмы. — М.: Физматгиз, 1963. — 556 с.
- Айзерман М. А.  Теория автоматического регулирования. 3-е изд. — 1966. — 452 с.
- Айзерман М. А.  Классическая механика. 2-е изд. — М.: Наука, 1980. — 367 с.
- Айзерман М. А., Малишевский А. В.  Проблемы логического обоснования в общей теории выбора: Общая модель выбора и его классически-рацион. основания. Препринт. — М.: ИПУ, 1980. — 71 с.
- Айзерман М. А., Малишевский А. В.  Проблемы логического обоснования в общей теории выбора: Прим. анализа рациональности механизмов выбора. Препринт. — М.: ИПУ, 1982. — 72 с.
- Айзерман М. А., Малишевский А. В.  Проблемы логического обоснования в общей теории выбора: Уровни и критерии классич. рациональности выбора. Препринт. — М.: ИПУ, 1982. — 79 с.
- Айзерман М. А.  Теория автоматического регулирования. — М.: Наука, 1984.
- Айзерман М. А., Литваков Б. М.  Псевдокритерии и псевдокритериальный выбор: О некоторых обобщениях теории выбора вариантов. Препринт. — М.: ИПУ, 1987. — 47 с.
- Айзерман М. А., Алескеров Ф. Т.  Выбор вариантов: основы теории. — М.: Наука, 1990. — 236 с.
- Айзерман М. А., Вольский В. И., Литваков Б. М.  Элементы теории выбора: Псевдокритерии и псевдокритериальный выбор. — 1994. — 216 с.

## Памяти учёного
- Алескеров Ф. Т., Дорофеюк А. А., Мучник И. Б., Пятницкий Е. С., Розоноэр Л. И., Чернявский А. Л., Шубин А. Н. Марк Аронович Айзерман (1913—1992). М.: Физматлит, 2003. — 318 с. ISBN 5-94052-067-7.